# ジェイク・ロバーツ
ジェイク "ザ・スネーク" ロバーツ（Jake "The Snake" Roberts、本名：Aurelian Jacob Smith, Jr.、1955年5月30日 - ）は、アメリカ合衆国の元プロレスラー。テキサス州ゲインズビル出身。
1980年代のスーパースターの一人で、DDTの開発者としても知られる。父親の "グリズリー" ジェイク・スミス、異母弟のカウボーイ・サム・ヒューストン、異母妹のロッキン・ロビンも元プロレスラー。

## 来歴
父ジェイク・スミスらのトレーニングを受け、1975年5月13日にデビュー。アメリカ南部から中西部、太平洋岸北西部まで各地を転戦してキャリアを積み、1979年1月には国際プロレスの『新春パイオニア・シリーズ』に初来日。アレックス・スミルノフが外国人エースを務めた同シリーズにおいて、1月16日に広島県立体育館にてラッシャー木村と金網デスマッチを行っている。シリーズ最終戦となる29日には勝田市総合体育館において、前年6月にデビューした阿修羅・原との新鋭対決も行われた。
帰国後はスチュ・ハートが主宰していたカナダ・カルガリーのスタンピード・レスリングで活動。ベビーフェイスのポジションでミスター・サクラダやミスター・ヒト、ネイル・グアイ、キューバン・アサシン、ダイナマイト・キッドらと対戦し、1979年4月9日にビッグ・ダディ・リッターを破ってカルガリー版の北米ヘビー級王座を獲得。同年7月13日には、ハーリー・レイスが保持していたNWA世界ヘビー級王座に挑戦した。
1980年2月の国際プロレス『スーパー・ファイト・シリーズ』への再来日では、同時参戦した先輩格のマイク・ボイエッティと共に、ロックバンドのキッスを真似た白塗りのメイクアップを施しており、日本に登場した初のペイントレスラーとなった。キャリア不足だったこともあって試合においては目立った活躍は果たせなかったものの、長身を活かしたスケールの大きなファイトスタイルとレスリングセンスの良さは当時から高い評価を獲得しており、同年7月の『ビッグ・サマー・シリーズ』への来日時には、木村、大木金太郎、アニマル浜口、マイティ井上、ジプシー・ジョー、スパイク・ヒューバーなどが出場したバトルロイヤルにおいて優勝を飾っている。
アメリカでは、父がブッカーを務めていたビル・ワット主宰のMSWAを主戦場とし、1980年10月8日にルイジアナ州シュリーブポートにてケン・マンテルからルイジアナ・ヘビー級王座を獲得。1981年5月31日にも同所にてザ・グラップラーからミッドサウス版の北米ヘビー級王座を奪取。アーニー・ラッド、スーパー・デストロイヤー、ポール・オーンドーフともタイトルを争った。その後はジム・クロケット・ジュニアが運営していたNWAのミッドアトランティック地区に進出、リック・フレアーのNWA世界ヘビー級王座にも挑戦したが、中堅ベビーフェイスのポジションからオーバーすることはできなかった。
1982年8月、ヒールに転向してフロリダ地区に参戦し、ケビン・サリバンやジム・ガービンと結託してバリー・ウインダムとの抗争を展開。このヒールターンを機に、その独特の滑るような動きと細身の体型、そして無表情で陰湿なキャラクターから、「ザ・スネーク」の異名を付けられるようになる。以降、冷血系のヒールとして頭角を現し、ジム・バーネット主宰のジョージア・チャンピオンシップ・レスリングでは1983年11月6日にロニー・ガービンからNWAナショナルTV王座を奪取。ポール・エラリング率いる悪の軍団リージョン・オブ・ドゥームに加入してロード・ウォリアーズとも共闘した。
テキサス州ダラスのWCCWではプレイボーイ・ゲーリー・ハートをマネージャーに迎え、1984年10月27日にクリス・アダムス&ジノ・ヘルナンデスのダイナミック・デュオとのトリオでNWA世界6人タッグ王座を獲得、ケビン、ケリー、マイクのフォン・エリック兄弟と抗争を繰り広げた。古巣のMSWAでは一時的にベビーフェイスに戻り、1986年1月から2月にかけて、ディック・スレーターと北米ヘビー級王座やTV王座を争っている。

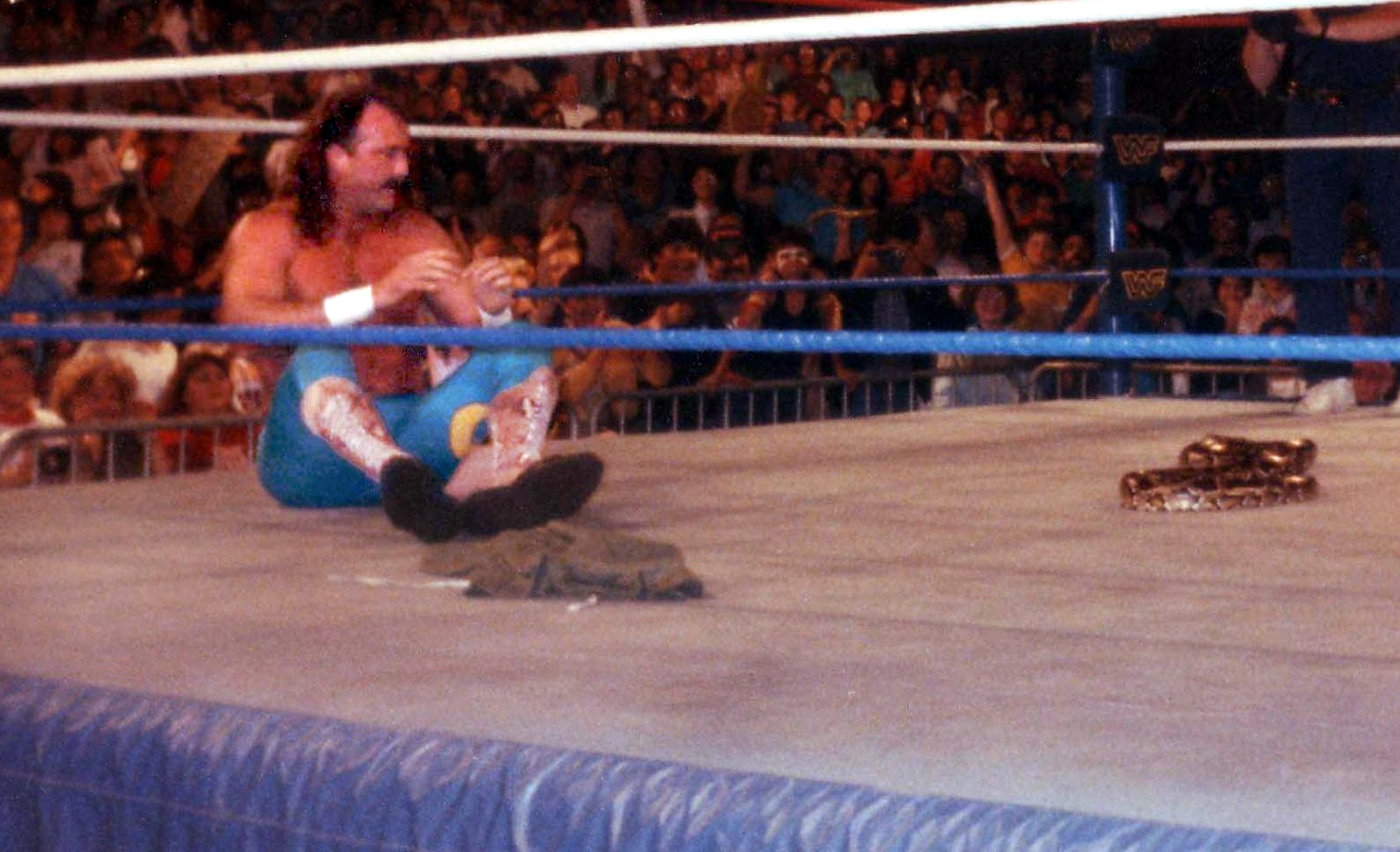
WWF時代

1986年3月、WWFに移籍。再びヒールとなって、リッキー "ザ・ドラゴン" スティムボートとの「龍対蛇」の抗争を開始する。ビンス・マクマホンによって「ザ・スネーク」のキャラクターには更に肉付けがなされ、蛇のデザインが施されたロングタイツや蛇皮のブーツを着用し、ペットのニシキヘビ「ダミアン（Damien）」を麻袋に入れてリングに持ち込むサイコパス系の怪奇派ヒールとなった。また、スネーク・ピット（The Snake Pit）なるインタビューコーナーのホストも担当した。
WWFにおいてもトップ選手の一人として、スティムボートとの抗争終了後はベビーフェイスに転向。異色の人気スターとなり、ホンキー・トンク・マン、リック・ルード、アンドレ・ザ・ジャイアント、テッド・デビアス、バッドニュース・ブラウン、リック・マーテルらと抗争を展開した（アンドレには「蛇嫌い」という設定がなされた）。1990年には10年ぶりの来日が実現、4月13日に東京ドームで行われた日米レスリングサミットにおいてビッグ・ボスマンから勝利を収めている。1991年9月よりヒールに戻り、ランディ・サベージと抗争を繰り広げたが、WWFではベビーフェイスでの活動期間が長かったこともあり、ハルク・ホーガンやアルティメット・ウォリアーとの本格的な抗争は行われなかった。このヒールターン時には、当時売り出し中だったジ・アンダーテイカーと怪奇派コンビを結成するが、ほどなくして仲間割れ。1992年4月5日のレッスルマニア8で対戦するも敗退し、この試合を最後にWWFを去った。
その後、8月よりWCWに登場。大物ヒールとして迎えられ、スティングとの抗争アングルが組まれたが、WCWに定着することはなく、同年11月までの短期参戦で終わる。翌1993年9月、新日本プロレスの『G1クライマックス・スペシャル』に来日。9月23日の横浜アリーナ大会では橋本真也とのDDT対決が行われた。9月26日の大阪城ホール大会では、WWFでの盟友ブルータス・ビーフケーキと組み、スコット・ノートン&ヘラクレス・ヘルナンデスのジュラシック・パワーズと対戦している。以降インディー団体を転戦し、ポール・ヘイマン主宰のECWやジム・コルネット主宰のスモーキー・マウンテン・レスリングにも出場した。1994年はメキシコのAAAに参戦、5月27日にエル・トレオで行われた "TrippleMania II-C" のメインイベントにてコナンとヘアバンド・マッチを行うが敗退し、髪の毛を刈られている。

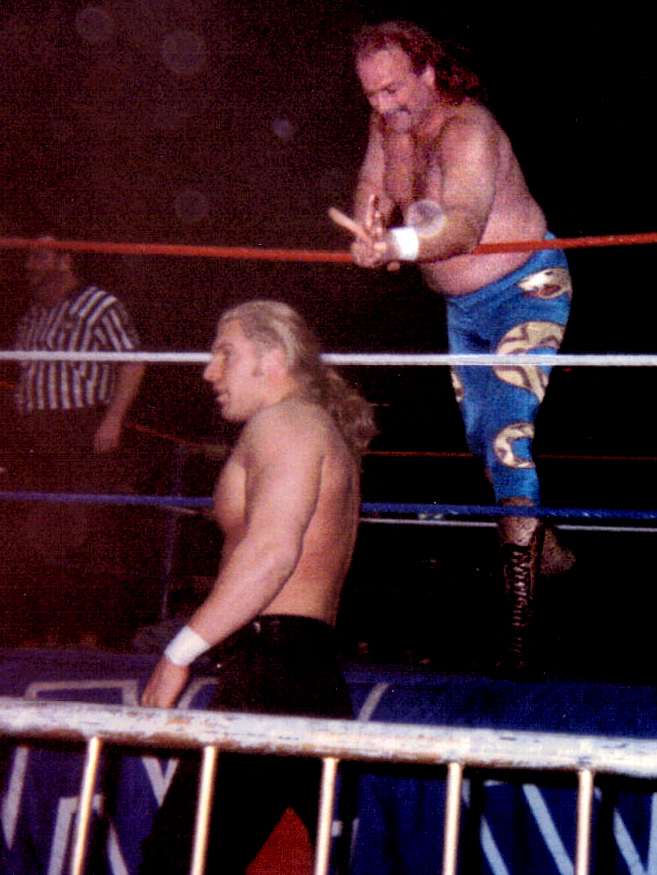
ハンター・ハースト・ヘルムスリーと対戦するロバーツ（1996年）

1996年1月26日、ロイヤルランブルへのサプライズ出場でWWFに復帰。実生活で新生キリスト教徒となったことから、以前とは正反対の敬虔なクリスチャン・ギミックに変わっての、ベビーフェイスとしての参戦だった。同年6月23日のキング・オブ・ザ・リングではベイダーを破って優勝戦に進んだが、決勝でストーン・コールド・スティーブ・オースチンに敗退。試合後の優勝者インタビューにおいて、オースチンはロバーツのギミックを逆手に取り、ヨハネの福音書3章16節をもじって "Austin 3:16 says I just whipped your ass! " と発言。この台詞は "Austin 3:16" として彼のキャッチフレーズとなり、結果としてロバーツは、オースチンが大ブレイクするきっかけを与えたこととなった。その後はジェリー・ローラーとの抗争を経て、1997年2月、WWFを解雇された。
以降は表舞台から姿を消すが、1999年公開のドキュメンタリー映画『ビヨンド・ザ・マット』において、ローカルなインディー団体への出場を続けるロバーツのインタビューが収められた。この映画の中で、ロバーツは複雑な家庭環境で育った少年時代、絶縁状態となっている娘との関係、ドラッグやアルコール中毒など、自身が抱えている問題の数々を告白した。
その後、ヨーロッパでの活動を経て、2005年3月14日、WWEのRAWにゲスト出演、アンダーテイカーとの対戦を控えたランディ・オートンのRKOの餌食となった。2006年はTNA、2007年にはフル・インパクト・プロにも登場した。破滅的で暗いイメージが付きまとうが、レイヴェンをはじめCMパンクやブレイ・ワイアットなど、彼から影響を受けた選手は少なくない。
2014年4月5日、WWE殿堂に迎えられる。ルイジアナ州ニューオーリンズのスムージー・キング・センターで行われた殿堂入り式典ではダイヤモンド・ダラス・ペイジがインダクターを務めた。

## 脚注

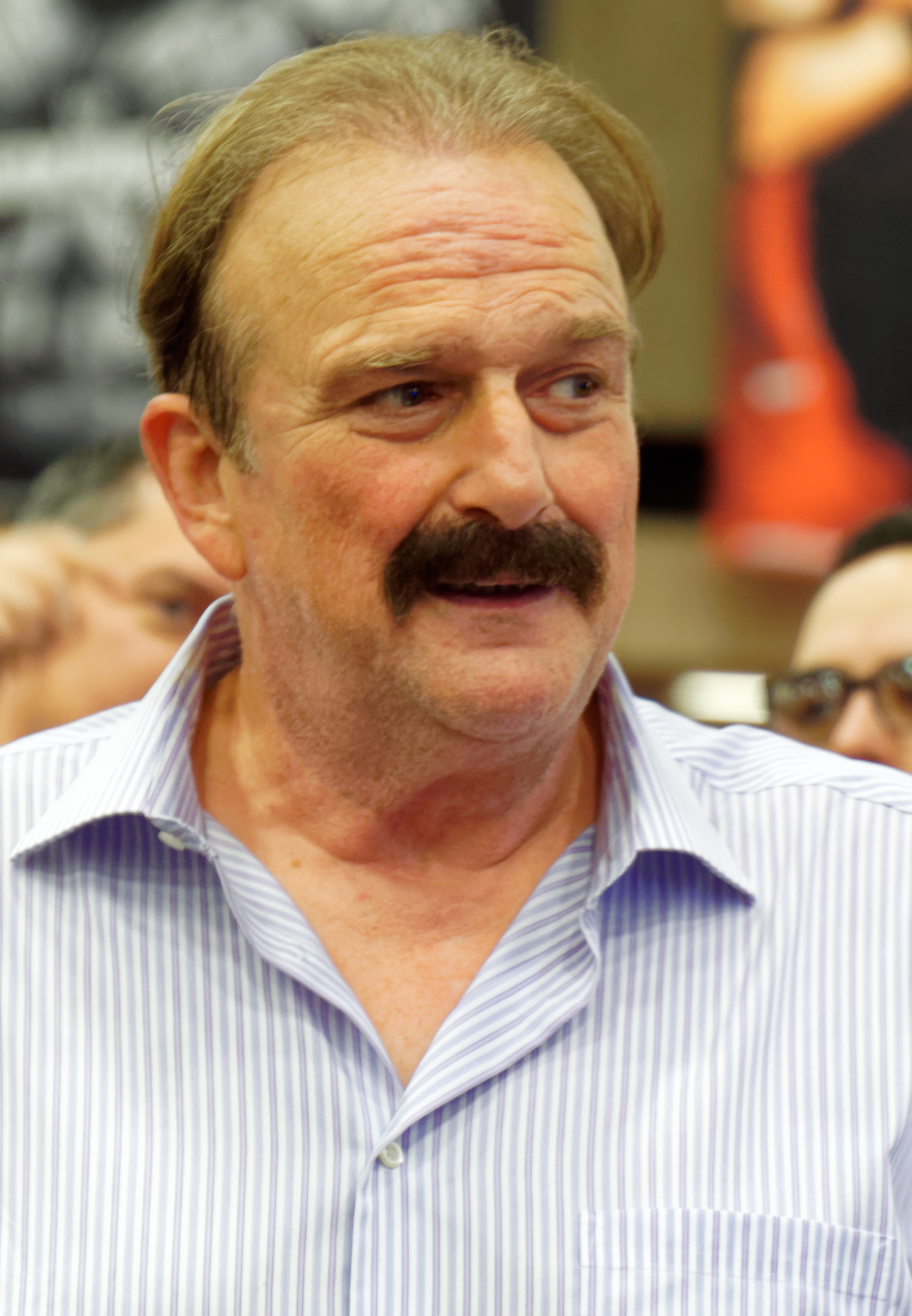
2016年4月、レッスルマニア32アクセスにて

## 得意技

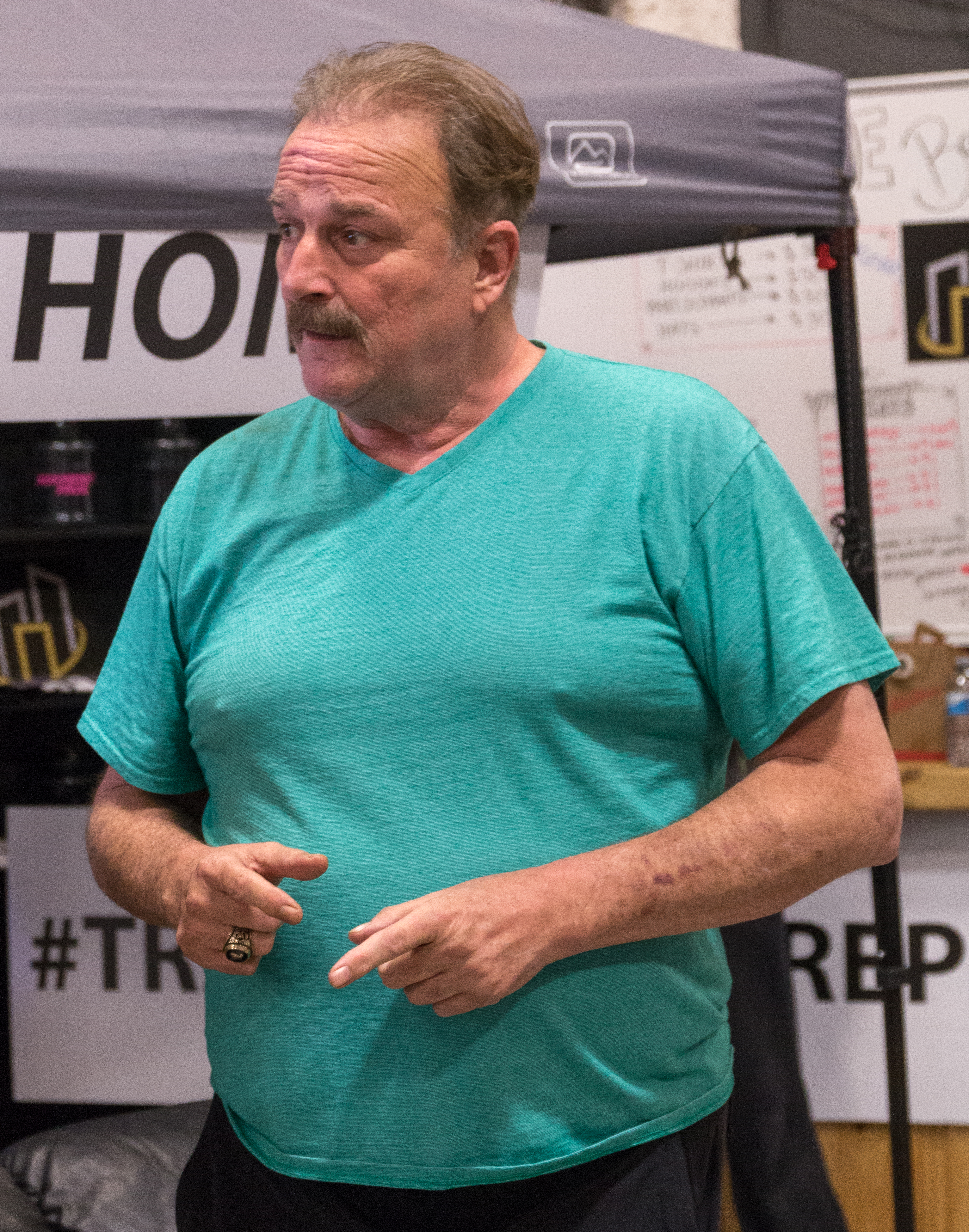
2016年2月、オンタリオ州キッチナーのレスリング・アカデミーにてセミナーを開講

- DDT

開発者として知られている。「ザ・スネーク」のキャラクターに合わせ、技を繰り出した後は尻餅状態のまま滑るように後ずさりをして背中でフォールをするのが特徴。ジョージア時代からの盟友アーン・アンダーソンや、ロバーツへのリスペクトを公言しているレイヴェンなども得意技としていた。
- ショートアーム・クローズライン

至近距離から放つラリアット。
- ニー・リフト
- ガットバスター（ストマック・ブロック）
- 蛇攻撃

愛蛇「ダミアン」を使っての攻撃。入場時に麻袋に入れて持ち込んだダミアンをリングサイドに置いておき、ピンチに陥った際に袋から出して対戦相手を威嚇し、勝利後には相手の体に巻きつけるのが見せ場となっていた。1991年末のランディ・サベージとの抗争時は、コブラをサベージの腕に噛み付かせたこともある。

## 獲得タイトル

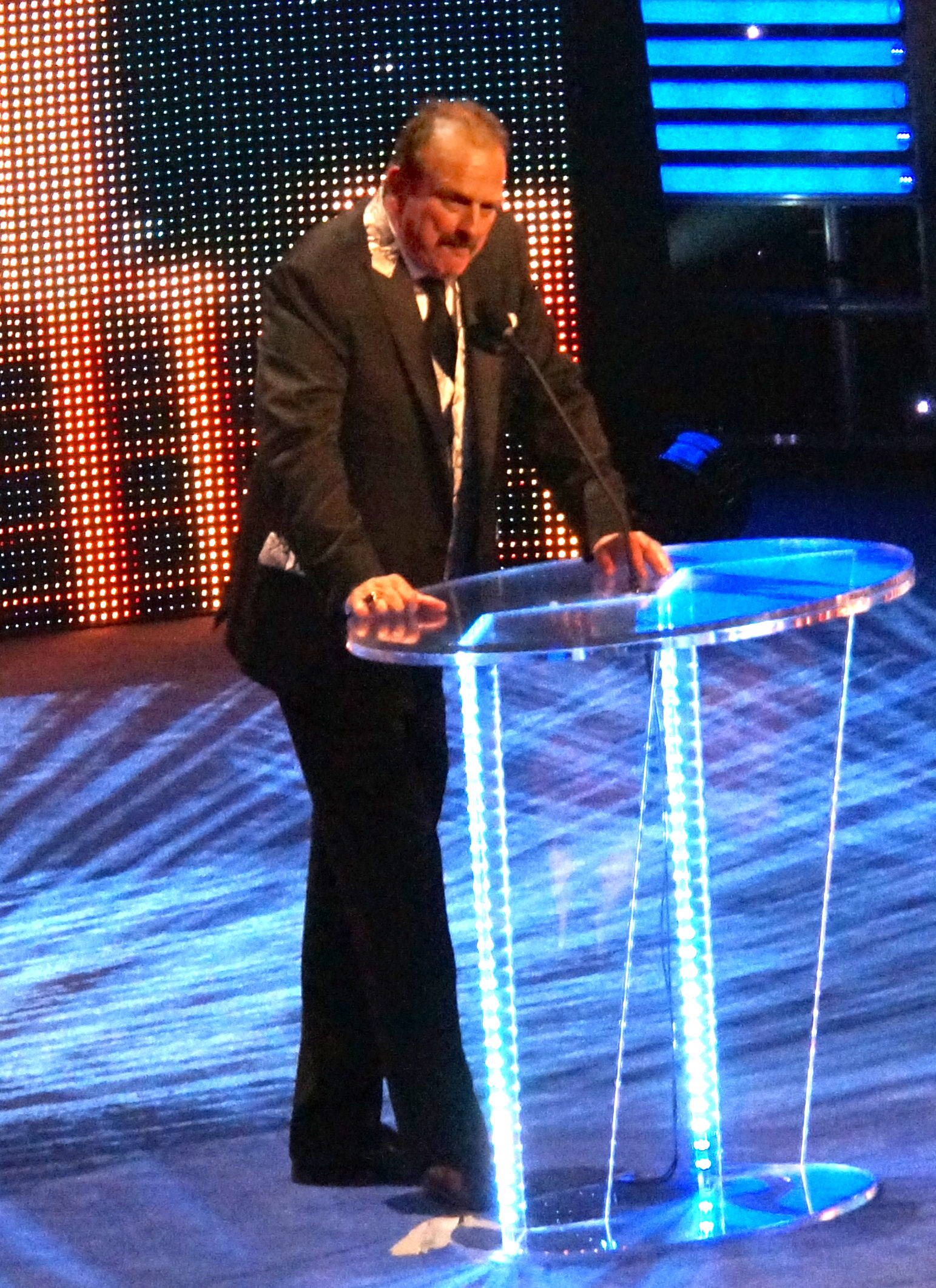
2014年4月、WWE殿堂入り

スタンピード・レスリング
- スタンピード北米ヘビー級王座：1回[5]

ミッドサウス・レスリング・アソシエーション
- ミッドサウス北米ヘビー級王座：2回[12]
- ミッドサウス・ルイジアナ・ヘビー級王座：1回[11]
- ミッドサウスTV王座：1回[21]

ジョージア・チャンピオンシップ・レスリング
- NWAナショナルTV王座（ジョージア版）：2回[17]

ワールド・クラス・チャンピオンシップ・レスリング
- WCCW TV王座：1回[31]
- NWA世界6人タッグ王座（テキサス版）：1回（w / ジノ・ヘルナンデス&クリス・アダムス）[19]

スモーキー・マウンテン・レスリング
- SMWヘビー級王座：1回[32]

ワールド・レスリング・エンターテインメント
- WWE殿堂：2014年[22]

オールスター・レスリング・ネットワーク
- AWN世界ヘビー級王座：1回

アメリカン・レスリング・フェデレーション
- AWFプエルトリカン・ヘビー級王座：1回

バッド・ボーイズ・オブ・レスリング
- BBOWヘビー級王座：1回